# Floro Laroma Iezzi
Floro Laroma Iezzi, ovunque riportato come La Roma Iezzi (Roma, 5 giugno 1911 – Cingia de' Botti, 2 marzo 1989), è stato un calciatore italiano, di ruolo terzino.

## Carriera
Esordisce in Prima Divisione con Juventus Roma e Frascati, e nel 1930 passa alla Lazio, con la quale viene impiegato prevalentemente nella formazione Riserve. Fa il suo esordio in prima squadra nella stagione 1931-1932 debuttando in Serie A il 17 aprile 1932 in Genoa-Lazio (1-0); con i biancocelesti disputa in totale 2 incontri in massima serie.
Nel 1933 viene ceduto al L'Aquila, con cui vince il campionato di Prima Divisione 1933-1934 con i galloni di capitano; disputa così a partire dalla stagione 1934-1935 tre campionati di Serie B per un totale di 58 presenze e un gol tra i cadetti. Chiude la carriera a seguito dell'incidente ferroviario del 3 ottobre 1936, nel quale la maggior parte dei giocatori dell'Aquila riportò ferite tali da costringerli all'abbandono dell'attività agonistica.

## Palmarès

### Club

#### Competizioni nazionali
- Prima Divisione: 1

L'Aquila: 1933-1934